# Mesochorus pelvis
Mesochorus pelvis là một loài tò vò trong họ Ichneumonidae.